# Kisielów (Basses-Carpates)
Pour l’article homonyme, voir Kisielów (Silésie).
Kisielów est une localité polonaise de la gmina de Zarzecze, située dans le powiat de Przeworsk en voïvodie des Basses-Carpates.